# 一人ジェンガ
「一人ジェンガ」（ひとりジェンガ）は、矢井田瞳の10枚目のシングル。発売元はEMIミュージック・ジャパン。

## 解説
- 初回限定仕様として、スペシャル・パッケージ＋CD-EXTRA仕様。通常仕様として、通常パッケージ＋CD-EXTRA仕様。
- ボーナストラックとして、｢i/can fly Tour 2003｣の音源が収録されている。（DVD音源と同様）
- 表題曲のPVは新横浜ラーメン博物館で撮影された。

## 収録曲
1. 一人ジェンガ(3:06)
  - 作詞・作曲：矢井田瞳／編曲：片岡大志、村田昭、矢井田瞳

表題曲。
2. ベルと本とキャンドル(3:54)
  - 訳詞：矢井田瞳／作詞・作曲：ブー・ヒュワディーン／編曲：片岡大志、村田昭、矢井田瞳

Mark Hewerdine（＝Boo Hewerdine・英文のみ）のカヴァー。日本語詞は矢井田が訳した。

Bonus tracks ～Live From i/can fly Tour 2003～
1. Creamed potates(4:06)
  - 作詞・作曲：矢井田瞳
2. 会いたい人(3:41)
  - 作詞・作曲：矢井田瞳

## 収録アルバム
- Air/Cook/Sky (#1)
- Single collection (#1)
- THE BEST OF HITOMI YAIDA (#1)